# منار راران
منار راران (رارون) مربوط به دوره سلجوقیان است و در شهرستان اصفهان، روستای راران واقع شده و این اثر در تاریخ ۱۵ آذر ۱۳۱۴ با شمارهٔ ثبت ۲۳۳ به‌عنوان یکی از آثار ملی ایران به ثبت رسیده‌است.سازمان نوسازی شهرداری برای 2 هکتار فضا دور این منار قرار است میدانگاه ایجاد کند.